# Lândana
Lândana (Lândana en portugais), aussi appelée Cacongo, est une ville et le chef-lieu de la municipalité de Cacongo dans la province de Cabinda en Angola.
Elle s'appelait auparavant Vila Guilherme Capelo. Elle situé sur la baie de Lândana au sud de l'embouchure du Shiloango.

## Galerie

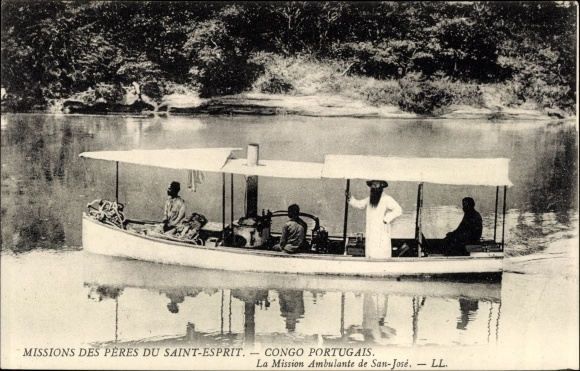
Missions des pères du Saint Esprit - Congo Portugais - La Mission ambulante de San José LL.
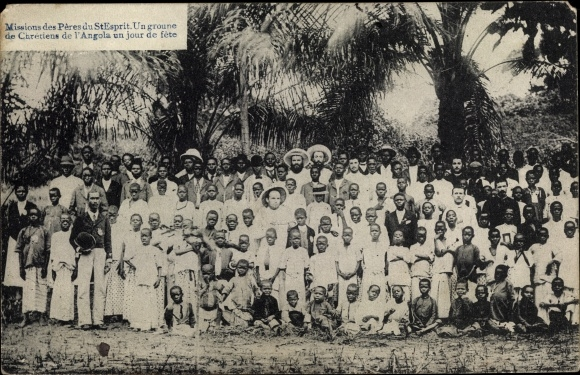
Missions des pères du Saint-Esprit - Un groupe de chrétiens de l'Angola un jour de fête.